# Sulz im Weinviertel
Sulz im Weinviertel je městys v Rakousku ve spolkové zemi Dolní Rakousy v okrese Gänserndorf.

## Geografie

### Geografická poloha
Sulz im Weinviertel se nachází ve spolkové zemi Dolní Rakousy v regionu Weinviertel. Rozloha území městyse činí 31,38 km², z nichž 2 % jsou zalesněná.

### Části obce
Území městyse Sulz im Weinviertel se skládá ze čtyř částí (v závorce uveden počet obyvatel k 1. 1. 2017):
- Erdpreß (199)
- Nexing (45)
- Niedersulz (388)
- Obersulz (562)

### Sousední obce
- na severu: Zistersdorf
- na východu: Spannberg
- na jihu: Hohenruppersdorf
- na západu: Gaweinstal

## Politika

### Obecní zastupitelstvo
Obecní zastupitelstvo se skládá z 19 členů. Od komunálních voleb v roce 2015 zastávají následující strany tyto mandáty:
- 15 ÖVP
- 2 FPÖ
- 2 SPÖ

### Starosta
Nynější starostkou městyse je Angela Baumgartner ze strany ÖVP.